# Justin Kirk
Justin Kirk (Salem, Oregon, 1969. május 28. –) amerikai színész.
Legismertebb szerepe Prior Walter Mike Nichols Angyalok Amerikában című filmjében, amiért Emmy-díj jelölést kapott a Legjobb férfi mellékszereplő kategóriájában.

## Élete és pályafutása
Az Oregon állambeli Salemben született, a Washington állambeli Unionban nőtt fel, az általános iskolát egy indián rezervátumban kezdte el. 12 évesen Minneapolisba költözött anyjával, később New Yorkban folytatta gimnáziumi tanulmányait.
New Yorkban két évig színész képzésben részesült a Broadway egyik színházában. Az első szerepe Any Given Day címen a Broadway-en volt, amit a Longacre Theatre-ben adtak elő. Megjelent még a Love! Valour! Compassion! című darabban és az abból készült (nálunk Szerelmi csetepaté címmel adott) filmben is, mindkettőben főszerepet játszott, amiért Obie-díjjal honoráltak. Ezen kívül még számos szakmai elismerésben részesült alakításaival.
Kirk másik filmjei a Chapter Zero, The Eden Myth és a Call o' the Glen. Televízióban a Jack & Jill sorozatban debütált.
Kirk a Nancy ül a fűben (Weeds) című televíziósorozatban játszik főszerepet Elizabeth Perkins és Mary-Louise Parker oldalán.
Felváltva él New Yorkban és Los Angelesben.

## Filmográfia

### Film
| Év   | Magyar cím                         | Eredeti cím                                          | Szerep                            | Magyar hang    |
| ---- | ---------------------------------- | ---------------------------------------------------- | --------------------------------- | -------------- |
| 1997 | Szerelmi csetepaté (Melegváltás)   | Love! Valour! Compassion!                            | Bobby Brahms                      | Anger Zsolt    |
| 1999 |                                    | The Eden Myth                                        | Aldo Speck                        |                |
| 1999 |                                    | Chapter Zero                                         | Lonnie                            |                |
| 2002 |                                    | Teddy Bears' Picnic                                  | Damien Pritzker                   |                |
| 2002 |                                    | Outpatient                                           | Morris Monk                       |                |
| 2006 |                                    | Hollywood Dreams                                     | Robin Mack                        |                |
| 2006 |                                    | Flannel Pajamas                                      | Stuart Sawyer                     |                |
| 2006 | Puccini kezdőknek                  | Puccini for Beginners                                | Philip                            |                |
| 2006 |                                    | Operation Homecoming: Writing the Wartime Experience | önmaga / narrátor (hangja)        |                |
| 2006 | Kárhozott szeretők                 | Ask the Dust                                         | Sammy                             | Epres Attila   |
| 2009 | Árral szemben                      | Against the Current                                  | Jeff Kane                         | Seder Gábor    |
| 2009 |                                    | Four Boxes                                           | Trevor Grainger                   |                |
| 2009 |                                    | The Presence                                         | férfi                             |                |
| 2010 | Pót-terápia (10 nap szeptemberben) | See You in September                                 | A.J.                              | Rajkai Zoltán  |
| 2010 | Szex a lelke mindennek             | Elektra Luxx                                         | Benjamin                          |                |
| 2012 |                                    | 30 Beats                                             | Adam, az antropológus             |                |
| 2012 | Szívós csajok (Vámpírcsajok)       | Vamps                                                | Vadim                             | Rajkai Zoltán  |
| 2012 | Ha beüt az élet                    | L!fe Happens                                         | Henri                             | Bozsó Péter    |
| 2012 |                                    | Goats                                                | Bennet                            |                |
| 2012 | Hangok és viszonyok                | Nobody Walks                                         | Billy                             |                |
| 2013 | Mr. Morgan utolsó szerelme         | Mr. Morgan's Last Love                               | Miles Morgan                      |                |
| 2014 | Az Igazság Ligája: Háború          | Justice League: War                                  | Hal Jordan / Zöld Lámpás (hangja) | Zámbori Soma   |
| 2014 |                                    | Walter                                               | Gregory Tomlinson                 |                |
| 2016 | Szellemirtók (bővített változat)   | Ghostbusters                                         | Phil                              | Czvetkó Sándor |
| 2017 | Elit játszma                       | Molly's Game                                         | Jay                               | Seder Gábor    |
| 2017 | Otthonom Palos Verdes              | The Tribes of Palos Verdes                           | Phil Mason                        | Rajkai Zoltán  |
| 2018 | Alelnök                            | Vice                                                 | Scooter Libby                     | Rajkai Zoltán  |

### Televízió
| Év        | Magyar cím                               | Eredeti cím                       | Szerep                            | Megjegyzések                                                    |
| --------- | ---------------------------------------- | --------------------------------- | --------------------------------- | --------------------------------------------------------------- |
| 1998      | A Kaméleon                               | The Pretender                     | Horace Strickland                 | 1 epizód                                                        |
| 1999–2001 | Jack és Jill                             | Jack & Jill                       | Bartholomew Zane                  | főszereplő (33 epizód)                                          |
| 2001      | Esküdt ellenségek: Különleges ügyosztály | Law & Order: Special Victims Unit | Eric Plummer                      | 1 epizód                                                        |
| 2003      | Angyalok Amerikában                      | Angels in America                 | Prior Walter / Leatherman in Park | minisorozat (6 epizód)                                          |
| 2005      | CSI: A helyszínelők                      | CSI: Crime Scene Investigation    | Patrick Bromley                   | 1 epizód                                                        |
| 2005      | Jack és Bobby                            | Jack & Bobby                      | John McCallister                  | 1 epizód                                                        |
| 2005      | Nyomtalanul                              | Without a Trace                   | Thomas Beale                      | 1 epizód                                                        |
| 2005–2012 | Nancy ül a fűben                         | Weeds                             | Andy Botwin                       | főszereplő (98 epizód)                                          |
| 2006      | Everwood                                 | Everwood                          | James Carmody                     | 1 epizód                                                        |
| 2010–2015 | Modern család                            | Modern Family                     | Charlie Bingham                   | visszatérő szereplő (6 epizód)                                  |
| 2012      | Állati dokik                             | Animal Practice                   | Dr. George Coleman                | főszereplő (9 epizód)                                           |
| 2013      | Feketelista                              | The Blacklist                     | Nathaniel Wolff                   | 1 epizód                                                        |
| 2014      | Tyrant – A vér kötelez                   | Tyrant                            | John Tucker                       | főszereplő 1. évad (10 epizód)                                  |
| 2015      | Wayward Pines                            | Wayward Pines                     | Peter McCall                      | 2 epizód                                                        |
| 2015      | Amerikai fater                           | American Dad!                     | Ax Jenkins (hangja)               | 1 epizód                                                        |
| 2015      |                                          | Manhattan                         | Joseph Bucher                     | 2 epizód                                                        |
| 2015      | Gázos páros                              | You're the Worst                  | Rob                               | - 2 epizód - magyar hangja: - Rajkai Zoltán                     |
| 2016      |                                          | The Crossroads of History         | Leonardo da Vinci                 | 1 epizód                                                        |
| 2017      | APB – A milliárdos körzet                | APB                               | Gideon Reeves                     | - főszereplő (12 epizód) - magyar hangja: - Rajkai Zoltán       |
| 2018      | Most nevess!                             | Kidding                           | Peter                             | - visszatérő szerep (8 epizód) - magyar hangja: - Rajkai Zoltán |
| 2018      |                                          | Overthinking with Kat & June      | David                             | 1 epizód                                                        |
| 2019      |                                          | Conversations in L.A.             | Michael Miller                    | 2 epizód                                                        |
| 2020      |                                          | Zoey's Extraordinary Playlist     | Charlie Bennett                   | 1 epizód                                                        |
| 2020–2023 | Perry Mason                              | Perry Mason                       | Hamilton Burger                   | 11 epizód                                                       |
| 2021–2023 | Utódlás                                  | Succession                        | Jeryd Mencken                     | 5 epizód                                                        |
| 2022      | Üvöltés                                  | Roar                              | Larry a kacsa (hangja)            | 1 epizód                                                        |
| 2024      | Interjú a vámpírral                      | Interview with the Vampire        | Raglan James                      | 2 epizód                                                        |

## Díjak és jelölések
| Év   | Díj                              | Kategória                                                         | Jelölt mű                  | Eredmény |
| ---- | -------------------------------- | ----------------------------------------------------------------- | -------------------------- | -------- |
| 2004 | Primetime Emmy-díj               | legjobb férfi mellékszereplő (minisorozat vagy tévéfilm)          | Angyalok Amerikában (2003) | Jelölve  |
| 2004 | Satellite Award                  | legjobb férfi mellékszereplő (sorozat, minisorozat vagy tévéfilm) | Angyalok Amerikában (2003) | Elnyerte |
| 2004 | Screen Actors Guild-díj          | legjobb színész (minisorozat vagy tévéfilm)                       | Angyalok Amerikában (2003) | Jelölve  |
| 2007 | Golden Globe-díj                 | legjobb férfi mellékszereplő (sorozat, minisorozat vagy tévéfilm) | Nancy ül a fűben           | Jelölve  |
| 2007 | Monte-Carlo Television Festival  | Legjobb színész (vígjátéksorozat)                                 | Nancy ül a fűben           | Jelölve  |
| 2007 | Satellite Award                  | lgjobb férfi mellékszereplő (sorozat, minisorozat vagy tévéfilm)  | Nancy ül a fűben           | Jelölve  |
| 2007 | Screen Actors Guild-díj          | legjobb szereplőgárda (vígjátéksorozat)                           | Nancy ül a fűben           | Jelölve  |
| 2008 | Satellite Award                  | legjobb férfi főszereplő (musical- vagy vígjátéksorozat)          | Nancy ül a fűben           | Elnyerte |
| 2009 | Screen Actors Guild-díj          | legjobb szereplőgárda (vígjátéksorozat)                           | Nancy ül a fűben           | Jelölve  |
| 2016 | Critics' Choice Television Award | legjobb vendégszínész drámasorozatban                             | Manhattan                  | Jelölve  |